# Хакусан
Хакусан (јап. 白山市) град је у Јапану у префектури Ишикава. Према попису становништва из 2005. у граду је живело 109.450 становника.

## Становништво
Према подацима са пописа, у граду је 2005. године живело 109.450 становника.
| 1995.   | 2000.   | 2005.   |
| ------- | ------- | ------- |
| 103.580 | 106.977 | 109.450 |